# König-Friedrich-August-Turm (Geringswalde)
Der König-Friedrich-August-Turm ist ein 25 m hoher Aussichtsturm auf der Schillerhöhe im Norden der im sächsischen Landkreis Mittelsachsen gelegenen Stadt Geringswalde. Er steht am östlichen Ende einer an der Heeresstraße verlaufenden Allee auf 301 m ü. NHN, und steht mitsamt der Allee unter Denkmalschutz. Benannt ist er nach König Friedrich August III. von Sachsen.

## Beschreibung
Der aus Natursteinen errichtete und teilweise verputzte Turm wurde aus Anlass der 675-Jahr-Feier der Stadt am 31. August 1907 eingeweiht. Eine Treppe mit 128 Stufen führt hinauf zur Aussichtsplattform, die bei Waldbrandgefahr von der Feuerwehr zeitweise als Brand- und Diebstahlsüberwachungsposten genutzt wurde, um die Bereiche bis Augustusburg, Erzgebirgskamm und Völkerschlachtdenkmal in Leipzig zu überwachen.
Mit Fördermitteln in Höhe von 304.000 DM wurde er 1991–1992 saniert und am 1. August 1992 durch die symbolische Schlüsselübergabe an den Turmwart Manfred Kaiser wieder eingeweiht.
2018 wurde aufgrund von Witterungsschäden an der Fassade und der notwendigen Verstärkung der Treppe im Inneren eine erneute Sanierung für über 200.000 € geplant, die im Jahre 2020 abgeschlossen wurde. Seither ist der Turm wieder zugänglich.
Der Geringswalder Funkclub e.V. als Pächter ermöglicht nach terminlicher Absprache eine Besteigung des Turms außerhalb der normalen Öffnungszeiten (nachmittags an Wochenenden und Feiertagen).